# (1177) Gonnessia
(1177) Gonnessia (asteroide nº 1177 según el MPC) es un asteroide perteneciente al cinturón de asteroides que orbita entre Marte y Júpiter. Su nombre hace referencia a François Gonnessiat, astrónomo francés que fue director del observatorio de Argel.
Fue descubierto el 24 de noviembre de 1930 por Louis Boyer desde el Observatorio de Argel-Bouzaréah, en Argelia.

## Características orbitales
Gonnessia orbita a una distancia media de 3,351 ua del Sol, pudiendo alejarse hasta 3,456 ua. Su inclinación orbital es 15,07° y la excentricidad 0,03131. Emplea en completar una órbita alrededor del Sol 2240 días.